# Лалели джамия
Джамията Лалели (на турски: Laleli Camii, в превод: Джамия на лалетата) е Османска джамия от 18век. разположена в Лалели, Фатих, Истанбул, Турция.

## История
Джамията Лалели е построена от султан Мустафа III през 1760 – 1763, проектирана в бароков стил от османския архитект Мехмед Тахир Ага.
Пожар унищожава комплекса през 1783 г. малко след завършването му, но бързо е възстановен. През 1911 г. медресето е унищожено от пожар и по-нататъшните ремотнни дейности унищожават много други спомагателни съоръжения от джамията.

## Комплекс
Повечето от сградите на комплекса към който принадлежи джамията Лалели са изчезнали през годините, но осмоъгълно куполно тюрбе с лице към улица Орду остава и съдържа гробовете на Мустафа III, неговата жена Михрисах Султан, син Селим III и дъщери Хибетула, Фатма Султан и Михримах Султан. Интериорът е украсен с изнишки плочки., а лента с калиграфия обгражда горните стени.
Вакъфът на комплекса включва и редица сгради в целия град, които осигуряват приходи за поддръжката на джамията и целия комплекс. Сред забележителните са два кервансарая : близкият Таш-Хан (известен преди като Çukurçeşme Han) и по-големият Büyük Yeni Han, разположен в търговския район на север от Капалъчаршъ.

## Галерия
- Общ изглед
- Общ изглед
- Вътрешен изглед
- Ритуален фонтан
- Стълби за джамията към двора от заобикалящата площадка
- Изглед от джамията към двора с чешма за измиване
- Джамия от Орду Кадеси
- Гробница на джамия Султан Мустафа III и син Селим III
- Общ изглед